# Lecanora rouxii
Lecanora rouxii är en lavart som beskrevs av S. Ekman & Tønsberg. Lecanora rouxii ingår i släktet Lecanora och familjen Lecanoraceae.  Arten är reproducerande i Sverige. Inga underarter finns listade i Catalogue of Life.
I den svenska databasen Dyntaxa används istället namnet Lepraria flavescens för samma taxon.  Arten är reproducerande i Sverige.